# Typ 80
Typ 80 – chiński czołg podstawowy.

## Historia
Pod koniec lat 50. XX wieku ChRL otrzymała od ZSRR licencje na produkcję czołgów T-54. W następnych latach w Chinach powstawały kolejne modyfikacje tego czołgu oznaczone jako Typ 59. Prawdopodobnie na przełomie lat 60. i 70. powstała modernizacja czołgu Typ 59 oznaczona jako Typ 69. Dzięki modernizacji wyposażenia elektronicznego dorównywała ona radzieckim T-55, ale do uzbrojenia armii chińskiej trafił w stosunkowo niewielkich liczbach, ponieważ uznano, że postęp w stosunku do starszej konstrukcji nie jest na tyle duży, aby opłacalne było zastąpienie starszych czołgów nowym typem.
W pierwszej połowie lat 80. ujawniono kolejny chiński czołg. Początkowo oznaczano go jako Typ 69-III, a od 1986 roku jako Typ 80. W stosunku do starszych czołgów ma poszerzony i wydłużony kadłub, całkowicie zmieniono także gąsienicowy układ jezdny. Znacznie bogatsze było także wyposażenie elektroniczne. Z czasem ujawniono także wersję Typ 80-II wyposażoną w nowy układ napędowy i jeszcze bardziej rozbudowane wyposażenie elektroniczne.

## Opis
Typ 80 jest czołgiem podstawowym II generacji. Załogę czołgu tworzy dowódca, działonowy, ładowniczy i mechanik-kierowca. Kierowca zajmuje miejsce w kadłubie, reszta załogi w wieży.
Kadłub Typ 80 wykonany poprzez spawanie walcowanych, płyt ze stali pancernej, z dodatkowymi wkładkami kompozytowymi. W przedniej części kadłuba znajdują się przedziały kierowania, środkowej przedział bojowy z  wieżą, a w tylnej przedział napędowy.
W przedziale kierowania stanowiska ma mechanik-kierowca. Zajmuje on miejsce w pojeździe przez właz w stropie kadłuba. Teren przed wozem obserwuje on przez dwa peryskopy.
Wieża pancerna jest odlewana. Po jej prawej stronie znajduje się stanowisko działonowego (z przodu) i dowódcy, po lewej ładowniczego.
Dowódca wozu dysponuje przyrządem obserwacyjnym zamocowanym w wieżyczce dowódcy, dodatkowo może obserwować teren przez cztery peryskopy.
Działonowy wozu obsługuje system kierowania ogniem w którego skład wchodzi cyfrowy komputer balistyczny, dalmierz laserowy (w wozach Typ 80-II), oraz stabilizowany celownik. 
W wieży znajduje się zasadnicze uzbrojenie wozu: 105 mm armata czołgowa Typ 83 kalibru 105 mm, produkowana na licencji austriackiej. Z armatą sprzężony jest karabin maszynowy kalibru 7,62 mm. Dodatkowo czołg wyposażony jest w przeciwlotniczy wkm kalibru 12,7 mm umocowany na włazie ładowniczego. 
Napęd Typ 80 stanowi 12-cylindrowy, czterosuwowy, wysokoprężny, chłodzony cieczą silnik Typ 12150L-7BW.
Typ 80 posiada zawieszenie niezależne na wałkach skrętnych. Każde z 12 kół jezdnych jest połączone za pomocą wahacza z wałkiem skrętnym. Wahacze pierwszej, drugiej, piątej i szóstej pary kół współpracują z hydraulicznymi amortyzatorami. Napęd z silnika jest przekazywany na znajdujące się w tylnej części pojazdu koła napędowe. Z przodu pojazdu znajdują się koła napinające. Koła jezdne są kołami podwójnymi, z zewnętrznymi bandażami gumowymi. Górna część każdej gąsienicy spoczywa na trzech rolkach podtrzymujących.
Wozy Typ 80-II są pierwszymi czołgami chińskimi wyposażonymi w układ ochrony przed bronią masowego rażenia.